# Shreveport
Shreveport es una ciudad ubicada en la parroquia de Caddo en el estado estadounidense de Luisiana. En el Censo de 2020, tenía una población de 192 135 habitantes y una densidad poblacional de 636,88 personas por km².

## Historia
Territorio de los indios Caddo. Los primeros asentamientos de colonos anglosajones se establecieron en 1836, fundándose la población en 1839. Durante la guerra de Secesión fue la capital de Luisiana desde el invierno de 1863 hasta la rendición de la ciudad el 26 de mayo de 1865.

## Geografía

Shreveport en mapa del río Rojo

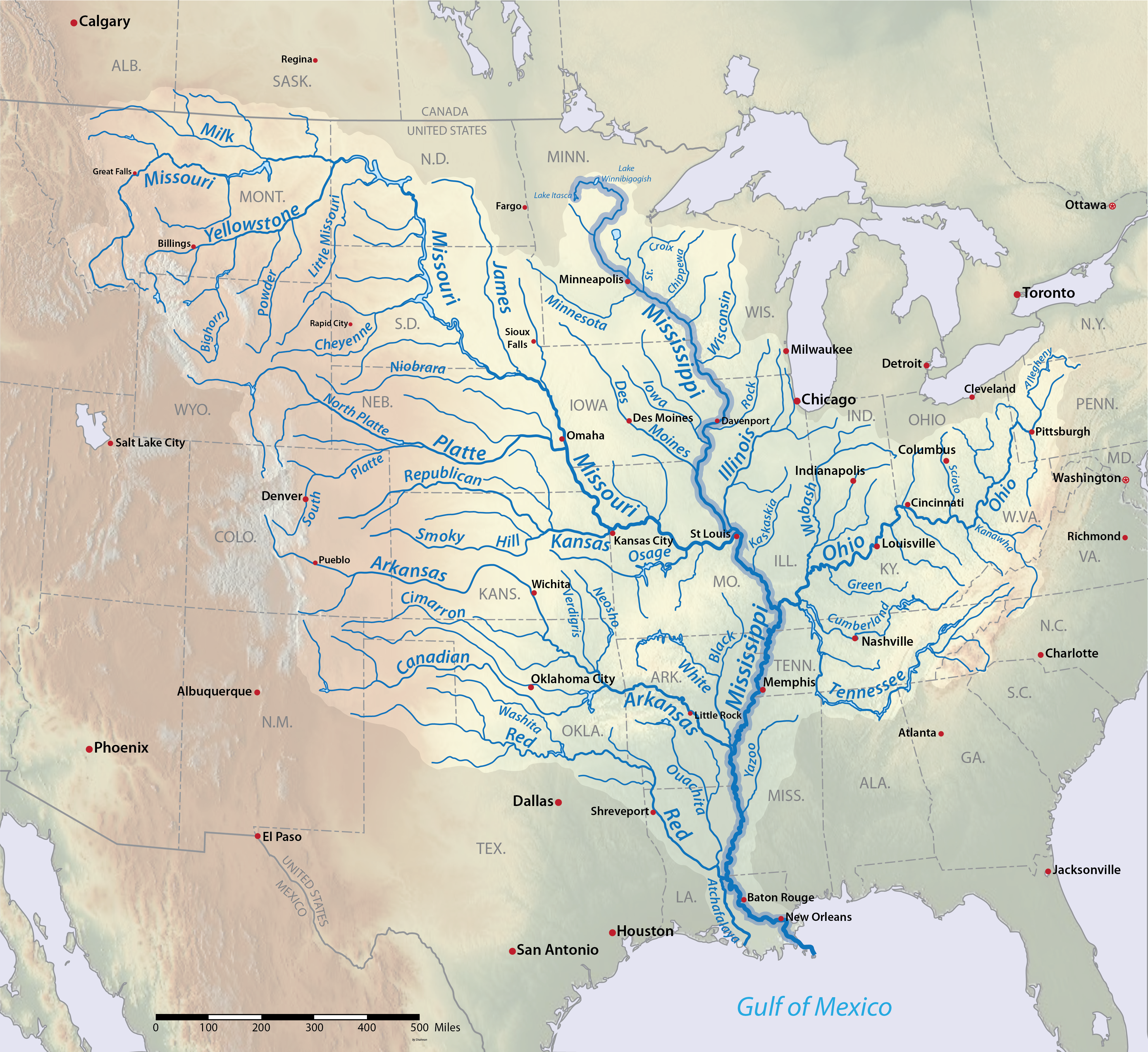
Shreveport en la cuenca del Misisipi

Según la Oficina del Censo de los Estados Unidos, Shreveport tiene una superficie total de 312,95 km², de la cual 272,92 km² corresponden a tierra firme y (12,79 %) 40,03 km² es agua.

## Demografía
Según el censo de 2020, había 192 135 personas residiendo en Shreveport. La densidad de población era de 636,88 hab./km². De los 192 135habitantes, Shreveport estaba compuesto por el 41.16 % blancos, el 54.7 % eran afroamericanos, el 0.36 % eran amerindios, el 1.32 % eran asiáticos, el 0.05 % eran isleños del Pacífico, el 0.93 % eran de otras razas y el 1.48 % pertenecían a dos o más razas. Del total de la población el 2.52 % eran hispanos o latinos de cualquier raza.